# گوهر ایوب خان
گوهر ایوب خان (اردو: گوہر ایوب خان؛ زادهٔ ۸ ژانویهٔ ۱۹۳۷ – درگذشتهٔ ۱۷ نوامبر ۲۰۲۳) سیاستمدار اهل پاکستان بود. وی از سال ۱۹۹۰ تا ۱۹۹۳ رئیس مجلس ملی پاکستان بود.
وی همچنین از ۲۵ فوریه ۱۹۹۷ تا ۷ اوت ۱۹۹۸ وزیر امور خارجه این کشور بود.
گوهر ایوب خان در ۱۷ نوامبر ۲۰۲۳، در سن ۸۶ سالگی درگذشت.